# Go Gentle
Go Gentle è un brano musicale composto da Robbie Williams, Guy Chambers, e Chris Heath, pubblicato il 10 novembre 2013 come primo singolo estratto dall'album Swings Both Ways di Williams.

## Il brano
In un'intervista alla radio Magic FM, Williams disse che la canzone era una promessa fatta a sua figlia Teddy: «Go Gentle è una promessa che avevo fatto a mia figlia. Fu scritta quando lei arrivò su questo pianeta ed io ero stato una popstar egocentrica ed egoista per la maggior parte della mia vita, e poi tutto d'un tratto, l'unica cosa che mi interessasse era prendermi cura di questa persona. Mi sento ancora spaventato dall'idea di non essere all'altezza! Sto facendo del mio meglio come papà ma è una cosa che mi spaventa, devi prenderti cura di queste persone per il resto delle loro vite, anche se non sono neanche troppo capace di prendermi cura di me stesso!»

### Video
Per accompagnare l'uscita della canzone su singolo venne girato un videoclip musicale. Il video fu caricato su YouTube il 16 ottobre 2013 con una durata complessiva di tre minuti e cinquanta secondi. Nel video Robbie è vestito da capitano e canta il brano sopra una nave nel corso di una specie di parata per le strade di Los Angeles.

### Accoglienza
Lewis Corner sul blog Digital Spy diede una recensione positiva della canzone:
(Lewis Corner)

## Tracce singolo
1. Go Gentle - 4:31
2. You Got Old (featuring Jonathan Wilkes) - 3:45

## Classifiche
| Classifica (2013) | Posizione massima |
| ----------------- | ----------------- |
| Austria           | 29                |
| Belgio (Fiandre)  | 65                |
| Belgio (Vallonia) | 61                |
| Germania          | 16                |
| Irlanda           | 28                |
| Italia            | 5                 |
| Regno Unito       | 10                |
| Paesi Bassi       | 78                |
| Svizzera          | 22                |